# Antoni Rączka (starosta)
Antoni Rączka – polski urzędnik samorządowy.

## Życiorys
Od 2 października 1919 był komisarzem w Częstochowie, a od początku 1920 sprawował stanowisko starosty powiatu częstochowskiego w randze komisarza, a w maju został zastąpiony przez Kazimierza Kühna. Wówczas został przeniesiony na stanowisko komisarza rządowego Komisariatu Rządu w Lublinie, utworzonego z dniem 1 czerwca 1920.